# Dendropanax grandiflorus
Dendropanax grandiflorus är en araliaväxtart som beskrevs av Britton. Dendropanax grandiflorus ingår i släktet Dendropanax och familjen Araliaceae. Inga underarter finns listade.